# Rrajca
Rrajca (albanisch auch Rrajcë) ist eine Ortschaft im Qark Elbasan im Osten Albaniens. Bis 2015 war der Ort Sitz der gleichnamigen Komuna mit 8421 Einwohnern, seither gehört sie zur Gemeinde Përrenjas.

## Geographie und Verkehr

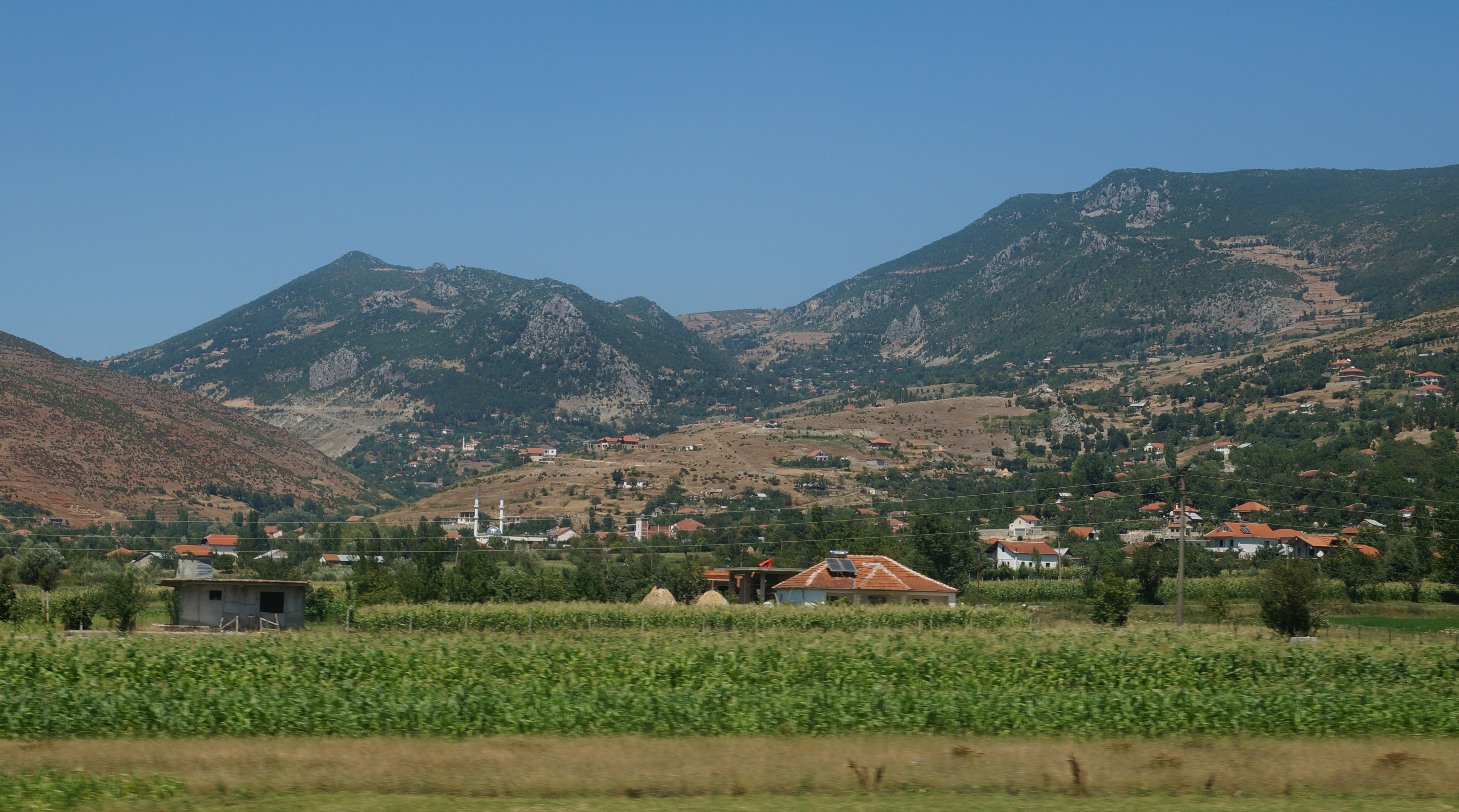
Rrajca und im Hintergrund Sutaj von Süden gesehen

Rrajca liegt rund drei Kilometer nordöstlich von Prrënjas am Rande der kleinen Ebene Fusha e Domosdovës im gebirgigen Osten Albaniens auf rund 690 m ü. A. Die Grenze zu Nordmazedonien ist keine zwei Kilometer vom Ort entfernt; sie verläuft auf dem Bergrücken, der das Becken des Shkumbin von demjenigen des Ohridsees trennt, auf 1250 m ü. A. und höher. Während die Hügel im Westen des Dorfes nicht besonders hoch sind, erreichen die Berge im Norden und Osten Höhen von fast 1400 m ü. A.

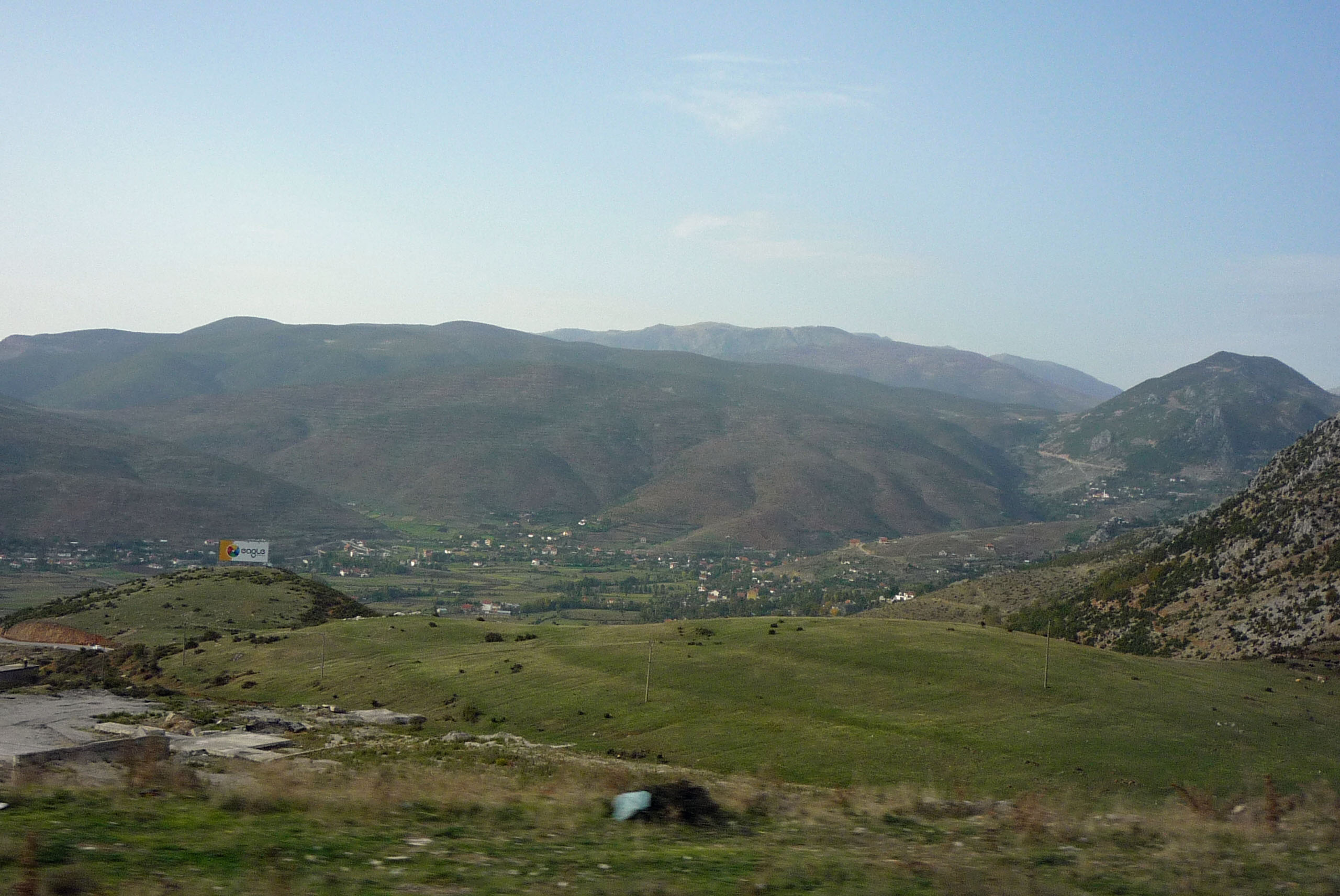
Blick vom Qafë Thana zu den Dörfern Rrajca und Sutaj

Zu Verwaltungseinheit und früheren Gemeinde Rrajca gehören noch die Dörfer Sutaj, Skënderbej, Bardhaj, Katjel, Kotodesh und Uraka. Sutaj befindet sich einen Kilometer nördlich auf rund 800 m ü. A. Skënderbej und Bardhaj liegen rund zehn Kilometer weiter nördlich im Tal der Bushtrica jenseits des Passes Qafa e Policës (ca. 1230 m ü. A.) auf gegenüberliegenden Hängen. Kotodesh und Uraka liegen am südöstlichen Rand der Ebene. Katjel weiter im Westen gehört schon nicht mehr zur Fusha e Domosdovës.
Die SH3, die zum West-Ost-Verkehrskorridor Albaniens gehört, verläuft wenig südlich des Dorfes und steigt in Uraka gegen Osten zum Pass Qafë Thana (937 m ü. A.) an. Bis Sutaj führt eine asphaltierte Straße. Auch Katjel ist von Uraka über Kotodesh über eine asphaltierte Straße verbunden.
Die in der zweiten Hälfte der 1970er Jahre erbaute und zwischenzeitlich stillgelegte Eisenbahnstrecke von Prrënjas nach Pogradec der Hekurudha Shqiptare verläuft in Schlaufen Höhe gewinnend quer durch Rrajca, um dann nach dem Ortsteil Kostriçan in Albaniens längstem Eisenbahntunnel einzufahren und den Pass zu unterqueren.

## Natur

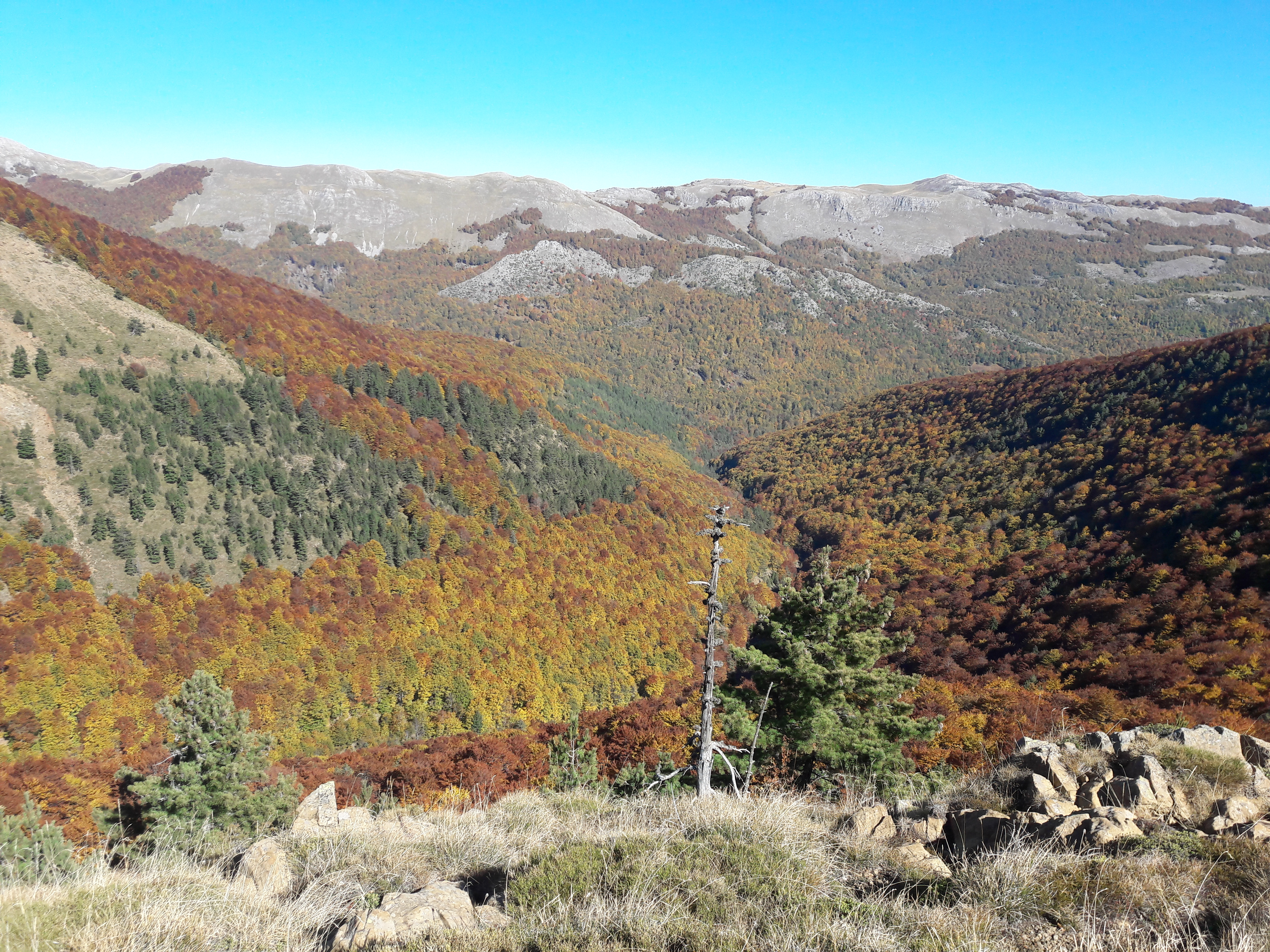
Wälder im Nationalpark

Der Nationalpark Shebenik-Jablanica liegt teilweise im Gebiet der ehemaligen Gemeinde. Er beginnt am Qafa e Policës, das Dorf Skënderbej liegt gänzlich im Park. Die Region ist aber nur schwer zugänglich, abgeschieden und sehr spärlich bewohnt.
Ein 2129,5 Hektar großes Gebiet einige Kilometer nördlich von Skënderbej wurde 2017 von der UNESCO zum Weltnaturerbe erklärt. In dieser Zone an den Osthängen des Shebenik (2261 m ü. A.) hat sich ein großer Buchenurwald erhalten, der zusammen mit 66 anderen Wäldern in diversen Ländern das Welterbe Alte Buchenwälder und Buchenurwälder der Karpaten und anderer Regionen Europas bildet. Das Welterbe dehnt sich von einer Höhe von rund 1200 Metern bis über 2000 Meter Höhe aus. Eine Pufferzone von 2569,75 Hektar umgibt das Schutzgebiet, einen beinahe unberührten Wald mit bis zu 180 Jahre alten Bäumen. Obwohl das Waldgebiet rund zwölf Kilometer Luftlinie vom Dorf entfernt liegt, heißt es ebenfalls Rrajca, wie die sich oberhalb des Waldes befindlichen und als Naturdenkmal erklärten Bergseen Liqenet e Rrajcës. 
Zum Schutz des Buchenwaldes wurden in Skënderbej mehrere Projekte durchgeführt. Die lokale Verwaltung erhofft sich einen touristischen Aufschwung der Region, gerade auch durch die Anerkennung als UNESCO-Welterbe.